# 2699 Kalinin
2699 Kalinin è un asteroide della fascia principale. Scoperto nel 1976, presenta un'orbita caratterizzata da un semiasse maggiore pari a 2,6388986 UA e da un'eccentricità di 0,1692783, inclinata di 16,12186° rispetto all'eclittica.